# To (kana)

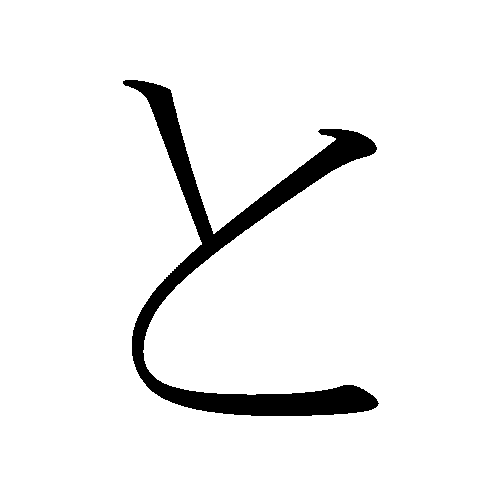
To w hiraganie

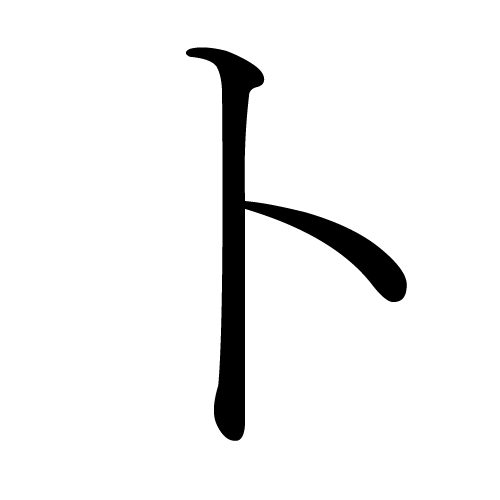
To w katakanie

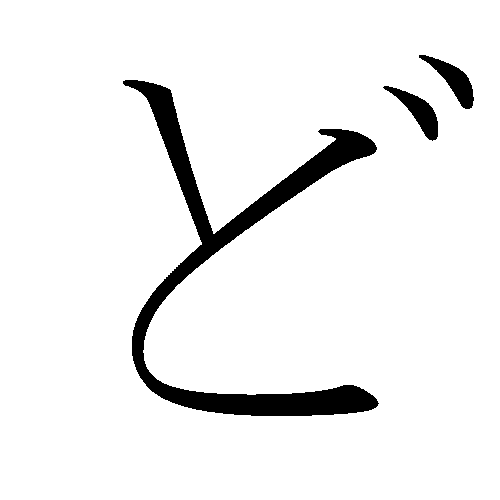
Do w hiraganie

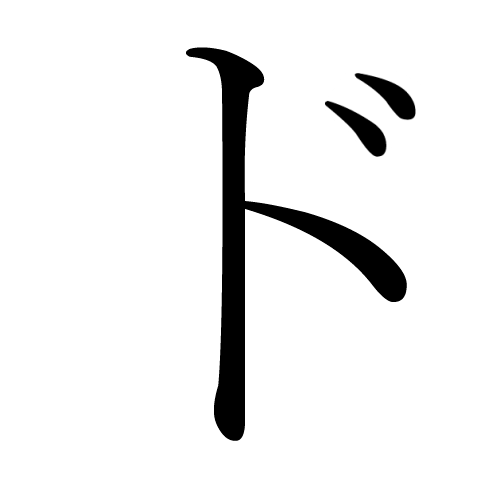
Do w katakanie

To – dwudziesty znak japońskich sylabariuszy hiragana (と) i katakana (ト). Reprezentuje on sylabę to. Pochodzi bezpośrednio od znaku 止. Po dodaniu dakuten w obydwu wersjach znaku (ど i ド) reprezentuje on sylabę do.
Przy dopisaniu do ト/ド znaku ゥ (małe u) powstaną dwie sylaby nieistniejące w języku japońskim:
- トゥ (tu)
- ドゥ (du)

Dodatkowo znak to w wersji z hiragany używany jest w gramatyce japońskiej w wielu znaczeniach, m.in. jako spójnik będący odpowiednikiem polskiego i lub oraz.